# O noapte furtunoasă (film)

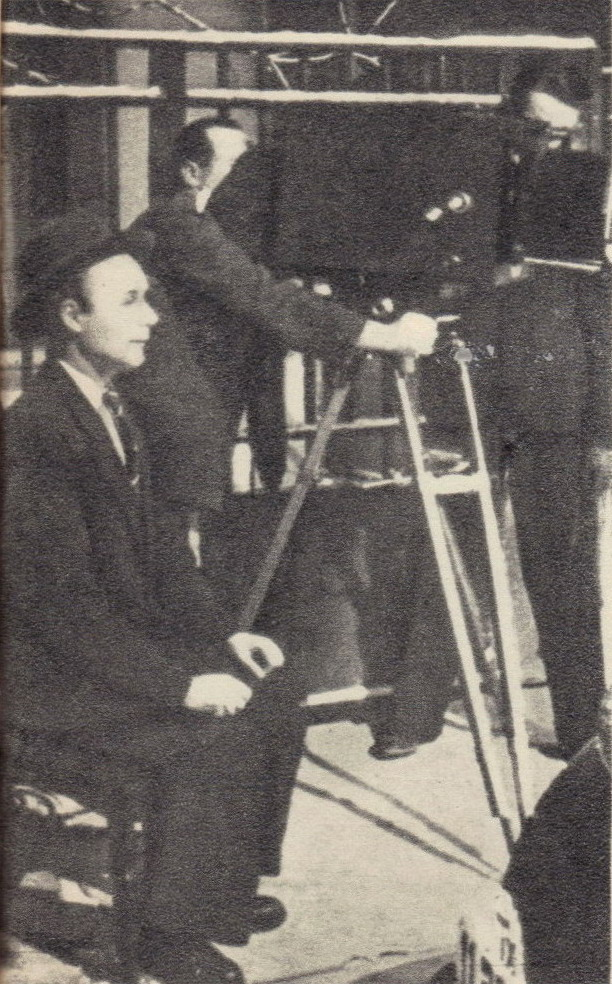
Regizorul Jean Georgescu urmărind turnarea unei scene a filmului O noapte furtunoasă în 1942

O noapte furtunoasă este un film la care filmările s-au desfășurat în anii 1941-1942, în regia lui Jean Georgescu pe un scenariu de Jean Georgescu, inspirat de piesa cu același nume de Ion Luca Caragiale.
Operațiunile pregătitoare au durat aproape opt luni, din mai 1941, când filmul a fost înscris în planul de lucru al „Oficiului Național Cinematografic” (O.N.C.), până la 12 ianuarie 1942, când s-a tras primul tur de manivelă.
În acea perioadă, România se afla în stare de război și în plină dictatură militară. Deoarece Bucureștiul era în camuflaj și nu se putea lucra afară pe timpul nopții, așa cum cerea scenariul, toate exterioarele au fost construite într-un studio foarte mic, de numai 18 m x 11 m, destinat inițial înregistrărilor muzicale. Pentru filmările panoramice sau travelling s-au combinat două-trei filmări în două-trei decoruri, care la montaj au constituit un întreg. Pe durata filmărilor, Jean Georgescu a folosit 29.000 m de peliculă negativă.
Decorurile exterioarelor au fost construite de arhitectul Ștefan Norris (refugiat din Polonia în momentul invaziei hitleriste și devenit ulterior cetățean român), iar ca operator a lucrat elvețianul Gérard Perrin.
Filmul alb-negru, cu o durată de 70 minute a avut premiera în 22 martie 1943, la Cinema ARO.
În 1953, cenzura comunistă a „ajustat” pelicula cu foarfeca. Secvențele înlăturate de cenzori s-au pierdut pentru totdeauna.

## Distribuție
- Alexandru Giugaru — jupân Dumitrache Titircă, negustor, căpitan în Garda Civică
- Ștefan Iordănescu-Bruno — ipistatul Nae Ipingescu, amic politic al căpitanului
- George Demetru — Chiriac, tejghetar, om de încredere al lui Dumitrache, sergent în Garda Civică
- Ion Baroi — Spiridon, băiat de procopseală în casa lui Dumitrache
- Radu Beligan — studentul Rică Venturiano, arhivar la Judecătoria de Ocol și publicist
- Maria Maximilian — Veta, soția lui jupân Dumitrache
- Florica Demion — Zița, sora Vetei
- Gheorghe Ciprian — Ghiță Țircădău, negustor, fostul soț al Ziței
- Miluță Gheorghiu — artistul cupletist I.D. Ionescu
- Lică Rădulescu — binagiul Dincă
- Ion Stănescu — pantofarul Tache
- Leontina Ioanid — Tușa
- Doina Missir — cântăreața Fanelly
- Cornelia Teodosiu — o cochetă
- Elena Bulandra — mama pantofarului Tache
- Iancu Constantinescu — un copist
- Ionel Periețeanu — șeful de post
- Iuliana Sym — o doamnă geloasă
- Jean Moscopol — un armean
- Nae Teodoru — gornistul
- Vasile Vasiliu-Falti — un gardist
- I. Marinescu — un domn cu cioc
- Silvan — un spectator
- Mihail Gion — alt spectator
- Elisabeta Lazăr — o spectatoare
- N. Anghelescu — prima sentinelă
- C. Stroian — a doua sentinelă

## Vezi și
- Caragiale în cinematografie